# Greenwich Mean Time
| Tidszoner i Europa |                      |                                                                                                |                   |
|                    | GMT WET              | Greenwichtid Västeuropeisk tid                                                                 | UTC±0 UTC±0       |
|                    | GMT WET WEST BST IST | Greenwichtid Västeuropeisk tid Västeuropeisk sommartid Brittisk sommartid Irländsk standardtid | UTC±0 UTC±0 UTC+1 |
|                    | CET CEST             | Centraleuropeisk tid Centraleuropeisk sommartid                                                | UTC+1 UTC+2       |
|                    | EET KALT             | Östeuropeisk tid Kaliningradtid                                                                | UTC+2             |
|                    | EET EEST             | Östeuropeisk tid Östeuropeisk sommartid                                                        | UTC+2 UTC+3       |
|                    | MSK TRT              | Moskvatid Turkisk tid                                                                          | UTC+3             |
|                    | AMT AZT GET          | Armenisk normaltid Azerbajdzjansk normaltid Georgisk tid                                       | UTC+4             |

Greenwich Mean Time, Greenwich Mean Solar Time, GMT, avsåg ursprungligen medelsoltiden vid observatoriet i Greenwich i England.
Numera används beteckningen GMT ofta som synonym för koordinerad universell tid (UTC, världstid, alternativt skrivet UT) då man avser den normaltid som används i tidszonen som omfattar bland annat England. Detta trots att UTC och GMT kan avvika flera tiondels sekunder från varandra på grund av jordens oregelbundna rotationshastighet. Den relaterade Greenwichmeridianen (utgångspunkten för det moderna meridiansystemet) infördes 1884.

## Historia
GMT infördes 1847, som den lokala medelsoltiden vid Greenwich-observatoriet, men i praktiken dröjde det några år innan den brittiska standardtiden tog över all tidshantering. I exempelvis Bristol dröjde införandet på orten av GMT till 1852. På ytterväggen till byggnaden The Exchange (en K-märkt byggnad byggd 1822 och tidigare använd som spannmålsmarknad) i staden finns ett ur med två minutvisare. Den ena minutvisaren anger GMT, den andra – som går tio minuter efter – anger den tidigare lokala Bristol-tiden. Bristol ligger 3 grader väster om Greenwich, vilket i praktiken motsvarar 12 minuters "försening".
Tiden används även i andra sammanhang där man vill ha en platsoberoende tidsreferens. Detta gäller exempelvis inom (internationell) telekommunikation. 1925 infördes GMT för astronomiska observationer, så att det astrononomiska dygnet samtidigt inleddes vid midnatt och inte avvek från ett vanligt dygn. Dessförinnan var kl 00:00 GMT lokal middag snarare än lokal midnatt – detta för att undvika datumbyte under de nattliga observationerna vid observatoriet.
Oklarheter i definitionen innebar att man tre år senare övergick till UT (idag definierad som UTC) som standardtid vid Greenwichmeridianen. GMT är dock fortsatt använd som definitionen för brittisk normaltid, och GMT+1/GMT–1 etc som definition av tidszoner används ofta omväxlande med det mer officiella UTC+1/UTC–1 etc.
Ofta används GMT slarvigt som beteckning på lokal tid i Storbritannien, Portugal med flera länder. Detta stämmer inte på sommaren, då sommartid används med en timmes avvikelse från GMT.
UTC (i praktiken samma som GMT) är idag den tidszon som används på vintern i Storbritannien, Irland, Kanarieöarna och Portugal. Dessutom används den året om på Island och i Elfenbenskusten, Ghana, Liberia, Marocko, Mauretanien, Senegal och några fler länder.

## Definition
GMT har egentligen en oklar definition och bör undvikas då man behöver tiden med bättre noggrannhet än cirka 1 sekund. Förutom den vanliga betydelsen GMT=UTC (officiell tid i samhället, mätt med atomur) används GMT ibland också i betydelsen UT (UT0 eller UT1, mätt efter jordens rotation).
GMT i betydelsen brittisk normaltid skrevs då alltid i 12-timmarsformat, där både middag och midnatt är kl 12. Vill man undvika dessa tvetydigheter och oklarheter i definitionen av GMT bör man istället använda UT eller UTC, vilka definieras oberoende av sammanhanget.
Före år 1925 räknades GMT från middag istället för från midnatt. För att undvika missförstånd bör man därför undvika att använda GMT för tidpunkter före år 1925. Denna tvetydighet finns inte hos UT (Universell tid) som alltid har räknats från midnatt vid Greenwich-meridianen.

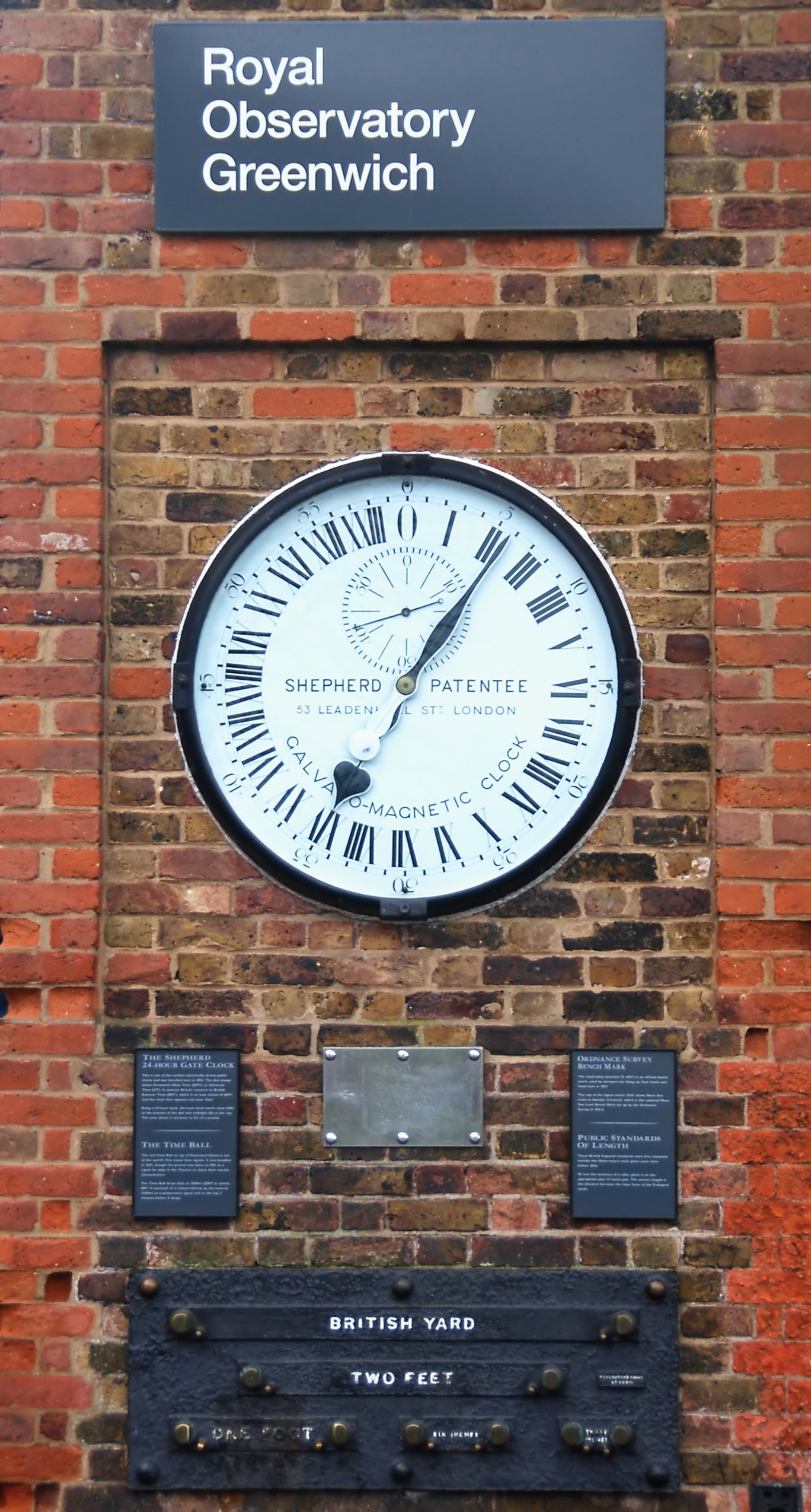
Greenwich-uret vid nollmeridianen.
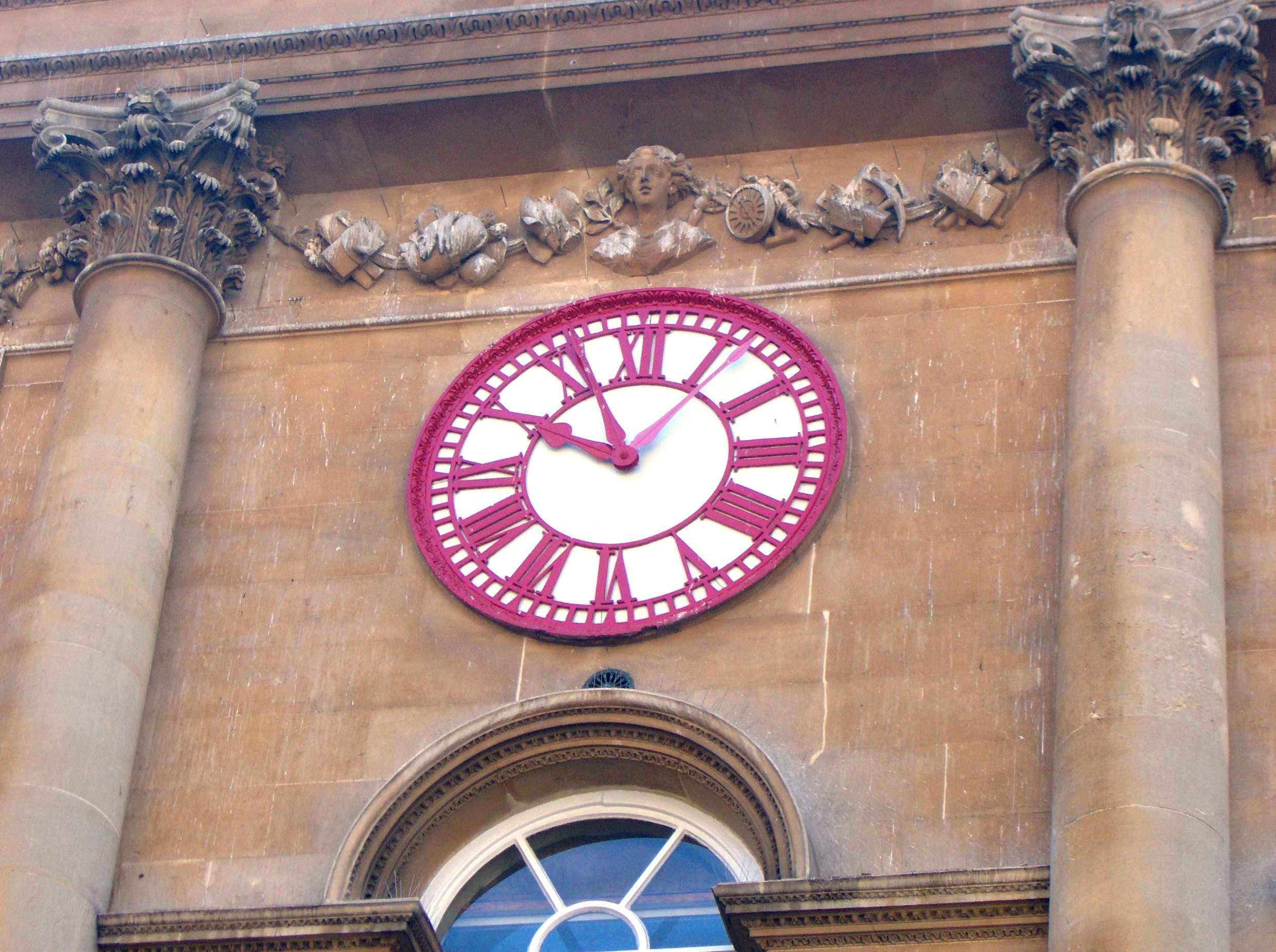
På The Exchanges ytterväg i Bristol visar uret både GMT och "lokal tid".